# Замок Рео
Замок Рео или Ле-Рео (фр. Les Réaux) — один из ренессансных замков Луары. Расположен в Турени, в посёлке Шузе-сюр-Луар кантона Бургей, департамент Эндр и Луара.
Замок Шузе-сюр-Луар (Chouzé-sur-Loire) построен на пороге эпохи Возрождения семейством Брисонне, к которому принадлежал знаменитый кардинал Сен-Мало, приближённый Карла VIII. Работы начал его отец, мэр города Тур, основная их часть была завершена его внуком.
Из владельцев и обитателей замка наиболее известен мемуарист Таллеман де Рео, автор «Занимательных историй» из придворной жизни времён короля Генриха IV. По его просьбе король декретом от 1653 года изменил название шато с Шузе на Ле-Рео

## Владельцы замка
Замок Шато де Рео в XIV веке принадлежал Амори По, впоследствии его владелицей была Жанна Монтежан, графиня Сансер, Антуан де Брей, а также в 1455 году Жиль де Бри.
Разрушен в XV веке, замок был приобретен дедом Жана Брисонне, первым мэром города Тур.
Замок в сегодняшнем виде был построен на месте старого замка внуком Жана Брисонне, сыном Гийома Брисонне. В замке жил Тибо де Лонгжу, а затем его потомки, семья Таво.
После брака в 1595 году замок перешел в собственность семьи де Ла Беродьер. Франсуа де Ла Беродьер получает замок по наследству, и в 1650 году продает его за 115 тысяч ливров писателю, поэту и автору-мемуариста «Занимательных историй» Таллеману де Рео, который поселяется в нем. Замок носит имя поэта начиная с 30 июля 1653 по ходатайству мемуариста и согласно разрешению предоставленному в патентном письме короля.
С 1930 годашато внесено в перечень исторических памятников Франции.

## Галерея современного искусства
В Шато де Рео открыта картинная галерея (постоянно действующая экспозиция) посвященная теме женских и мужских ножек под названием «Ножки женщин и мужчин в искусстве начала третьего тысячелетия». Главной целью проекта является «побудить мастеров кисти к творческим поискам и продвинуть благодаря теме выставки основной сюжет произведений».
Картинная галерея насчитывает 760 работ 530 художников из более 40 стран мира. Картины были отобраны во время международного конкурса, объявленного в 2007 году. Выставка была создана в рамках подготовки к празднованию 600-й годовщины основания замка Рео (Château des Réaux). Галерея современного искусства Замка Рео была награждена дипломом Академии Мазарини «За заслуги и преданность искусству». Выставка картин открыта ежедневно для индивидуальных и коллективных посещений (включая экскурсии в сопровождении гида).
Картины отбирались согласно четырём предложенным вариантам основной темы:
- «Классические и очаровательные» ножки 3-го тысячелетия
- Юмористический или сатирический взгляд на современные ножки
- Эволюция мужских ножек к нашему времени
- Четыре ножки двух человек в одном произведении